# 小倉悠吾
小倉悠吾（おぐら ゆうご、1982年2月19日 - ）は、日本のシンガーソングライター。京都府京都市出身。2017年までは小倉ユウゴ名義で活動。

## 来歴
小学4年生のとき、CHAGE and ASKAに憧れてボーカリストを志し、中学1年生から作曲のために始めたギターにのめり込む。MR. BIG、イングヴェイ・マルムスティーン、リッチー・コッツェン等をコピーし、中学3年生になると、曲作りや宅録にも熱中する。
高校３年生（1999年）の夏、アメリカのバークレー音楽学院・ギター科短期講習を受講するも、ロックは学校で学ぶ物ではないと考え、日本の大学へ進学。大学では、高校の同級生ら3人とバンド『THE OPENING CLOUD』を結成し、ボーカルとギターを担当。オアシス、レディオヘッド、コールドプレイ、THEE MICHELLE GUN ELEPHANT等のコピーバンドとして活動する。
2006年、京都会館で開催されたバンドコンテスト『Live Kids』にて優勝を果たす。さらに、YAMAHA主催のコンテストTeens Music Festivalオーバー20部門で西日本大会に進出する（500組中3組）。京都三条京阪前でストリートライブを続け、この年販売した自主制作CD「得たら捨て」は手売りで1,500枚以上を記録する。
2008年にエーライツからTHE OPENING CLOUDの1stアルバム『A Scene Will Be Never Seen』を発売し、インディーズデビューを果たす。収録曲「得たら捨て」は、FM京都αステーション、スペースシャワーTVでパワープレイ曲となる。
その後、THE OPENING CLOUDは、メンバーチェンジを経て2010年にシンコーミュージック、テイチクミュージック共同制作のミニアルバム『TRICHROME』でメジャーデビューを果たす。
2011年、FM京都αステーション『BAND LOVERS』（毎週水曜夜9時）DJを担当。7月にシンコーミュージック、テイチクミュージック共同制作アルバム『equal』を発売する。タイトル曲「equal」は、FM京都ααステーションでベビーローテション曲となる。
2013年にTHE OPENING CLOUD解散後は、2014年から弾き語りの活動を本格化し、実質的なソロ活動を開始。2014年のフォークコンサート『京の旅人』オーディションでグランプリを受賞する。
2015年5月にはソロ2枚目となるアルバム『この日々よ』を発売。タイトル曲「この日々よ」が第一交通産業グループのテレビCMソングに起用され、CM出演も果たす。
2016年1月にはKYOTO UTA FESSを主催する。５月には楽曲「道標」が第一交通産業グループのテレビCMソングに起用される。
2017年8月、ASKAがYouTube上で開催した『君が、作詞作曲してみな！「ASKAのFellowsを、私が作ってみた」』企画で制作した「ハイウェイ」が約400曲中2位の視聴数を獲得した。
2018年6月にはオリジナルアルバム『ハイウェイ』を発売。それに先駆けて5月にロームシアター京都(旧京都会館)ノースホールにて、『小倉悠吾 5th Anniversary Concert"ハイウェイ"』を開催し、立ち見が出る盛況となった。

## 人物
- 影響を受けたアーティストは、CHAGE and ASKA、レディオヘッド、オアシス、レディー・ガガ、スティング、ザ・ビートルズら[7]。
- 小学生の頃からCHAGE and ASKAのファンで、ASKAの『君が、作詞作曲してみな！』企画への参加をきっかけに、ASKAとの対面が実現した。
- 弾き語りからバンド編成まで幅広いスタイルで楽曲を発表し、精力的に全国各地でライブ活動を行っている。
- 「日常を音楽に」というテーマで楽曲を制作しており、教科書に載るような、永く歌い継がれていく作品を目指している。
- 音楽の普及にも尽力しており、京都RAG音楽義塾で講師を務め、地元京都で2016年から歌フェスを主催している。

## ディスコグラフィー

### アルバム

#### オリジナルアルバム（ソロ）
|     | 発売日    | タイトル             |
| --- | --------- | -------------------- |
| 1st | 2015/5/1  | この日々よ           |
| 2nd | 2016/10/5 | 道標                 |
| 3rd | 2018/6/20 | ハイウェイ           |
| 4th | 2019/7/10 | 全てが崩れ去った後に |

#### オリジナルアルバム（THE OPENING CLOUD）
|     | 発売日    | タイトル                   |
| --- | --------- | -------------------------- |
| 1st | 2008/2/6  | A Scene Will Be Never Seen |
| 2nd | 2010/11/3 | TRICHROME                  |
| 3rd | 2011/7/6  | equal                      |

### タイアップ
| 楽曲       | タイアップ                     |
| ---------- | ------------------------------ |
| この日々よ | 第一交通産業グループTVCMソング |
| 道標       | 第一交通産業グループTVCMソング |

## ラジオパーソナリティ
- 『BAND LOVERS』（2011年、FM京都αステーション）

## その他
- TED×AGU（青山学院大学）プレゼンター（2015年）
- KYOTO UTA FESS主催（2016年 - ）
- 京都RAG音楽義塾で講師[8]